# خط ۱ متروی اهواز

موقعیت ایستگاه‌ها و مراکز مهم خط یک متروی اهواز.

خط ۱ متروی اهواز به عنوان اصلی‌ترین خط به صورت زیرزمینی با ایستگاه‌ها ژرف و دو تونل مجزا رفت و برگشت از ایستگاه متروی زرگان واقع در نیروگاه زرگان در شمال شرقی اهواز شروع شده و پس از عبور از بلوار پاسداران و بلوار آیت‌الله بهبهانی به سمت خیابان نادری تغییر مسیر داده و با عبور از زیر رود کارون به سمت جنوب غربی شهر و منطقه گلستان ادامه مسیر می‌دهد و نهایتاً در ایستگاه مترو بقایی واقع در منطقه بقایی در جنوب غربی اهواز به پایان راه خود می‌رسد. درازا خط ۱ بر اساس مصوبه شورا عالی ترافیک کشور ۲۳ کیلومتر با ۲۴ ایستگاه است، همچنین حداکثر زمان سفر از آغاز تا پایان راه حدود ۴۰ دقیقه برآورد شده‌است. بر اساس پیش‌بینی‌ها خط ۱ مترو در ساعت پیک ۱۷٫۰۰۰ مسافر را در ساعت جابه‌جا خواهد کرد. بر اساس طرح مترو اهواز، تا سال ۱۴۰۰، نزدیک به ۷۰ کیلومتر درازا خواهد داشت.

دستگاه TBM متروی اهواز

این خط در ایستگاه مترو فرودگاه اهواز با خط ۴، در ایستگاه مترو هفت تیر با خط ۲ و در ایستگاه مترو پارک با خط ۳ تقاطع خواهد داشت.

## ایستگاه‌ها
| شماره | نام ایستگاه        | تقاطع | آدرس | شروع به کار |
| ----- | ------------------ | ----- | ---- | ----------- |
| ۱     | زرگان              |       |      |             |
| ۲     | پایانه             |       |      |             |
| ۳     | خرم‌نوش             |       |      |             |
| ۴     | اقبال لاهوری       |       |      |             |
| ۵     | فرودگاه اهواز      | ۴ 4   |      |             |
| ۶     | زیتون              |       |      |             |
| ۷     | شهید بندر          |       |      |             |
| ۸     | شرکت نفت           |       |      |             |
| ۹     | دروازه             |       |      |             |
| ۱۰    | مرکز فرهنگی        |       |      |             |
| ۱۱    | هفت تیر            | ۲ 2   |      |             |
| ۱۲    | امام خمینی         |       |      |             |
| ۱۳    | نادری              |       |      |             |
| ۱۴    | ساعت               |       |      |             |
| ۱۵    | پارک               | ۳ 3   |      |             |
| ۱۶    | دانشگاه شهید چمران |       |      |             |
| ۱۷    | خوابگاه دانشگاه    |       |      |             |
| ۱۸    | آب‌ و‌ برق           |       |      |             |
| ۱۹    | سه راه فروردین     |       |      |             |
| ۲۰    | کارگر              |       |      |             |
| ۲۱    | میدان کودک         |       |      |             |
| ۲۲    | پردیس              |       |      |             |
| ۲۳    | پل ششم             |       |      |             |
| ۲۴    | بقایی              |       |      |             |

## فازهای بهره‌برداری از خط ۱
خط ۱ قطار شهری اهواز اکنون در ۴ فاز در حال اجرا می‌باشد که به ترتیب مورد بهره‌برداری قرار خواهند گرفت. بر همین اساس فازهای مختلف بهره‌برداری عبارتند از:
- فاز ۱ - حدفاصل ایستگاه فرودگاه تا ایستگاه هفتم تیر
- فاز ۲ - حدفاصل ایستگاه هفتم تیر تا دانشگاه
- فاز ۳ - حدفاصل ایستگاه دانشگاه تا بقایی
- فاز ۴ - حدفاصل ایستگاه زرگان تا فرودگاه

طی بازدید دکتر شریعتی، استاندار خوزستان، از فاز یکم این پروژه، او گفت، امیدوار است که این فاز تا پایان سال ۱۳۹۶خ و آغاز سال ۱۳۹۷خ راه اندازی می‌شود که نشد.